# White Rabbit (album de George Benson)
Pour les articles homonymes, voir White Rabbit.
Albums de George Benson
Beyond the Blue Horizon
(1971) Body Talk
(1973)
White Rabbit est le dixième album studio du guitariste et chanteur de jazz américain George Benson, sorti en 1972 chez CTI Records. 
Cet album est le deuxième projet de George Benson pour le label CTI Records devenu indépendant, produit par Creed Taylor, et a été enregistré neuf mois après Beyond the Blue Horizon. La chanson éponyme de Jefferson Airplane est reprise par Benson sur l'album.

## Liste des titres
| 1. | White Rabbit                                   | Grace Slick        | 6:55 |
| 2. | Theme from Summer of '42                       | Michel Legrand     | 5:08 |
| 3. | Little Train (from Bachianas brasileiras No.2) | Heitor Villa-Lobos | 5:47 |

| 4. | California Dreaming | - John Phillips - Michelle Phillips | 7:22  |
| 5. | El Mar              | George Benson                       | 10:49 |

## Crédits
- George Benson – guitare
- Jay Berliner – guitare espagnole
- Earl Klugh – guitare acoustique (5)
- Herbie Hancock – piano électrique
- Ron Carter – basse électrique (1, 3), contrebasse (2, 4, 5)
- Billy Cobham – batterie
- Airto Moreira – percussion, chœurs
- Phil Kraus – vibraphone, percussion
- Gloria Agostini – harpe

Instruments à vent
- Phil Bodner – flûte, flûte alto, hautbois, cor anglais
- Hubert Laws – flûte, flûte alto, piccolo, flûte solo (1)
- George Marge – flûte, flûte alto, clarinette, hautbois, cor anglais
- Romeo Penque – cor anglais, hautbois, flûte alto, clarinette, clarinette basse
- Jane Taylor –  basson

Cuivres
- Wayne Andre – trombone, cor baryton
- Jim Buffington – cor d'harmonie
- John Frosk – trompette, bugle, trompette solo (1, 5)
- Alan Rubin – trompette, bugle

## Classements
| Classement (1972)            | Meilleure position |
| ---------------------------- | ------------------ |
| États-Unis (Top Jazz Albums) | 7                  |